# Museu Nacional de Soares dos Reis

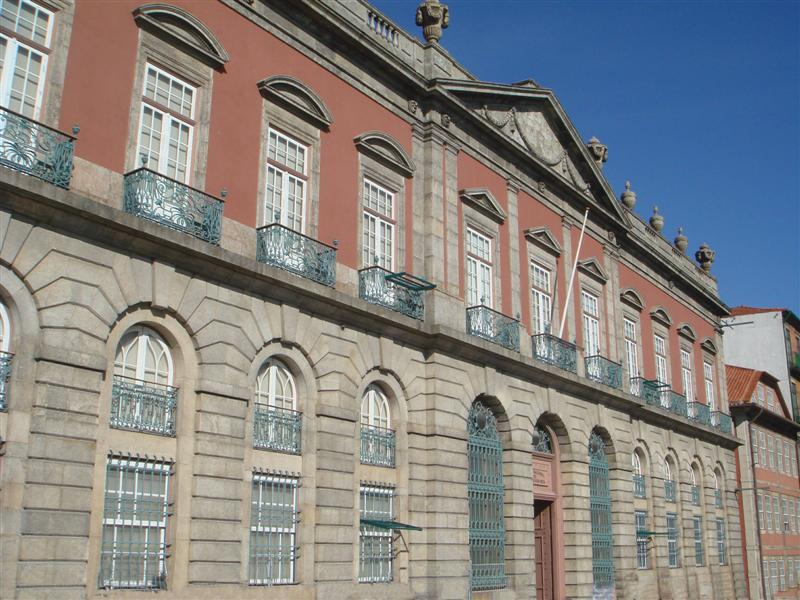

Das Museu Nacional de Soares dos Reis ist ein Kunstmuseum in der portugiesischen Stadt Porto. 
Es wurde 1833 durch König Peter IV. als Museu Portuense gegründet. 1911 erhielt es den Namen des Bildhauers António Soares dos Reis.
Von seinem ursprünglichen Standort im Convento de Santo António da Cidade zog es 1940 in den Palácio dos Carrancas, wo es nach Umbauten durch Fernandes Sá 1942 wiedereröffnet wurde.
Das Museum beherbergt eine umfangreiche Sammlung portugiesischer Kunst des 19. und 20. Jahrhunderts, darunter Werke von Malern wie Domingos de Sequeira, Vieira Portuense, Auguste Roquemont, Miguel Ângelo Lupi, António Carvalho de Silva Porto, Marques de Oliveira, Henrique Pousão, Aurélia de Souza, Dordio Gomes, Júlio Resende und den Bildhauern Soares do Reis, Augusto Santo, António Teixeira Lopes oder Rodolfo Pinto do Couto.